# Crossodactylus trachystomus
Crossodactylus trachystomus é uma espécie de anfíbio  da família Hylodidae. Endêmica do Brasil, onde pode ser encontrada na Serra do Espinhaço (incluindo a Serra do Caraça e Serra do Cipó) no estado de Minas Gerais. Num estudo de 2014, Crossodactylus bokermanni foi considerada como um sinônimo de C. trachystomus, expandindo a distribuição da espécie.
Os seus habitats naturais são: florestas subtropicais ou tropicais húmidas de baixa altitude e rios. Está ameaçada por perda de habitat.